# تقارن

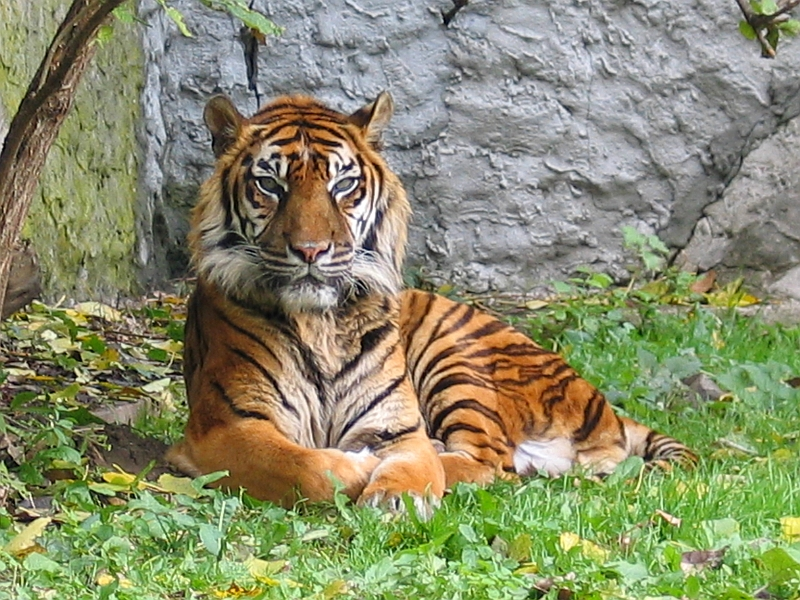
ببرها نمونه‌ای طبیعی از تقارن هستند

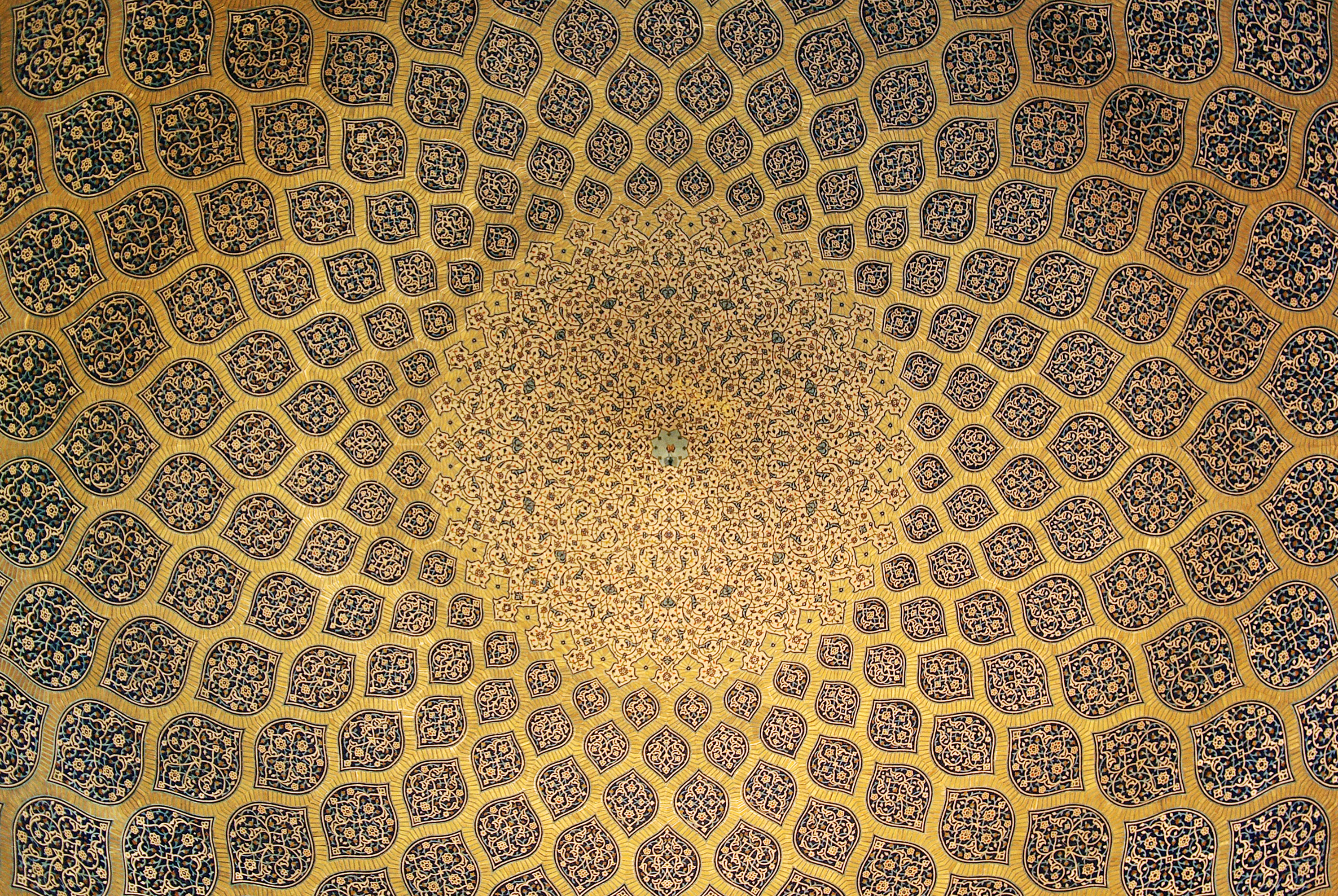
سقف مسجد شیخ لطف‌الله در اصفهان

تقارن یا همامونی به معنای تشابه بخش‌ها حول محور یا مرکز تقارن است. این واژه در هنرهای گوناگون به ویژه هنرهای تجسمی و در علومی مانند فیزیک بسیار کاربرد دارد.
در علوم، به‌طور مطلق ناوردایی نسبت به تبدیلات هندسی را تقارن گویند مفهوم تقارن به مفاهیمی چون تقارن در زمان (ناوردایی تحت تبدیل هندسی انتقال در مؤلفه صفرم چاربردار مکان) نیز تعمیم داده می‌شود.
در روزمره تقارن یعنی زیبایی در نسبت‌ها تعادل در ریاضی ما تعریف دقیق تری راجع به این موضوع داریم.
تعریف ۱: نقطهٔ 'A را قرینهٔ نقطهٔ A نسبت به نقطه یO گوئیم هرگاهA را به اندازهٔ ۱۸۰ درجه حولO درصفحه دوران دهیم به 'A برسیم.
با توجه به این تعریف نقطهٔ O وسط پاره خط خواهد بود.
تعریف ۲ :نقطه ی'A را قرینهٔ نقطه یA نسبت به خط d گوئیم هرگاه Aرا به اندازهٔ ۱۸۰ درجه حول d در فضا دوران دهیم به'A برسیم.
باتوجه به این تعریف، خط d عمود منصف پاره خط خواهد بود.
تقارن در هندسه
یک شی را دارای تقارن می‌نامیم زمانی که ان شی را بتوان به دو یا چند قسمت تقسیم کرد که آن‌ها قسمتی از یک طرح سازمان یافته باشند
یعنی بر روی شکل تنها جابجایی و چرخش و بازتاب و تجانس انجام شود و در اصل شکل تغییری به وجود نیایید آنگاه ان را تقارن می‌نامیم
مرکز تقارن:اگر در یک شکل نقطه‌ای مانندA وجود داشته باشد که هر نقطهٔ روی شکل (محیط) نسبت به نقطه یAمتقارن یک نقطهٔ دیگر شکل (محیط) باشد، نقطهٔ Aمرکز تقارن است؛ یعنی هر نقطه روی شکل باید متقارنی داشته باشد
شکل‌های که منتظم هستند و زوج ضلع دارند دارای مرکز تقارند ولی شکل‌های فرد ضلعی منتظم مرکز تقارن ندارند.
متوازی‌الأضلاع و دایره یک مرکز تقارن دارند
ممکن است یک شکل خط تقارن نداشته باشد ولی مرکز تقارن داشته باشد. (منبع:س. گ)
انواع تقارن:
1. تقارن بازتابی :مثلاً اگر بتوان شکل را طوری تصور کرد که انگار قسمتی از ان به‌طور آیینه‌ای نسبت به قسمت دیگر تکرار شده‌است.
2. تقارن چرخشی: اگر شکل نسبت به یک نقطهٔ خاص چرخش کند.
3. تقارن انتقالی: اگر شکل جابجا شود ولی تغییری نکند.
4. تقارن تجانسی: اگر تنها ابعاد شکل تغییر کند و در کلیت تغییری به وجود نیایید.

## راه‌های تشخیص خط تقارن
برای تشخیص خط تقارن از هر نقطه بر روی شکل، بر خط موردنظر عمودی رسم کرده و به همان اندازه ادامه می‌دهیم. اگر آن نقطه روی شکل قرار گرفت خط تقارن است و اگر روی شکل قرار نگرفت، خط تقارن نیست.
هرشکل که قرینه داشته باشد تقارن هم دارد.